# Dąbie (Legnica)
Pour les articles homonymes, voir Dąbie (homonymie).
Dąbie est une localité polonaise de la gmina de Prochowice, située dans le powiat de Legnica en voïvodie de Basse-Silésie.